# دماغه امید نیک

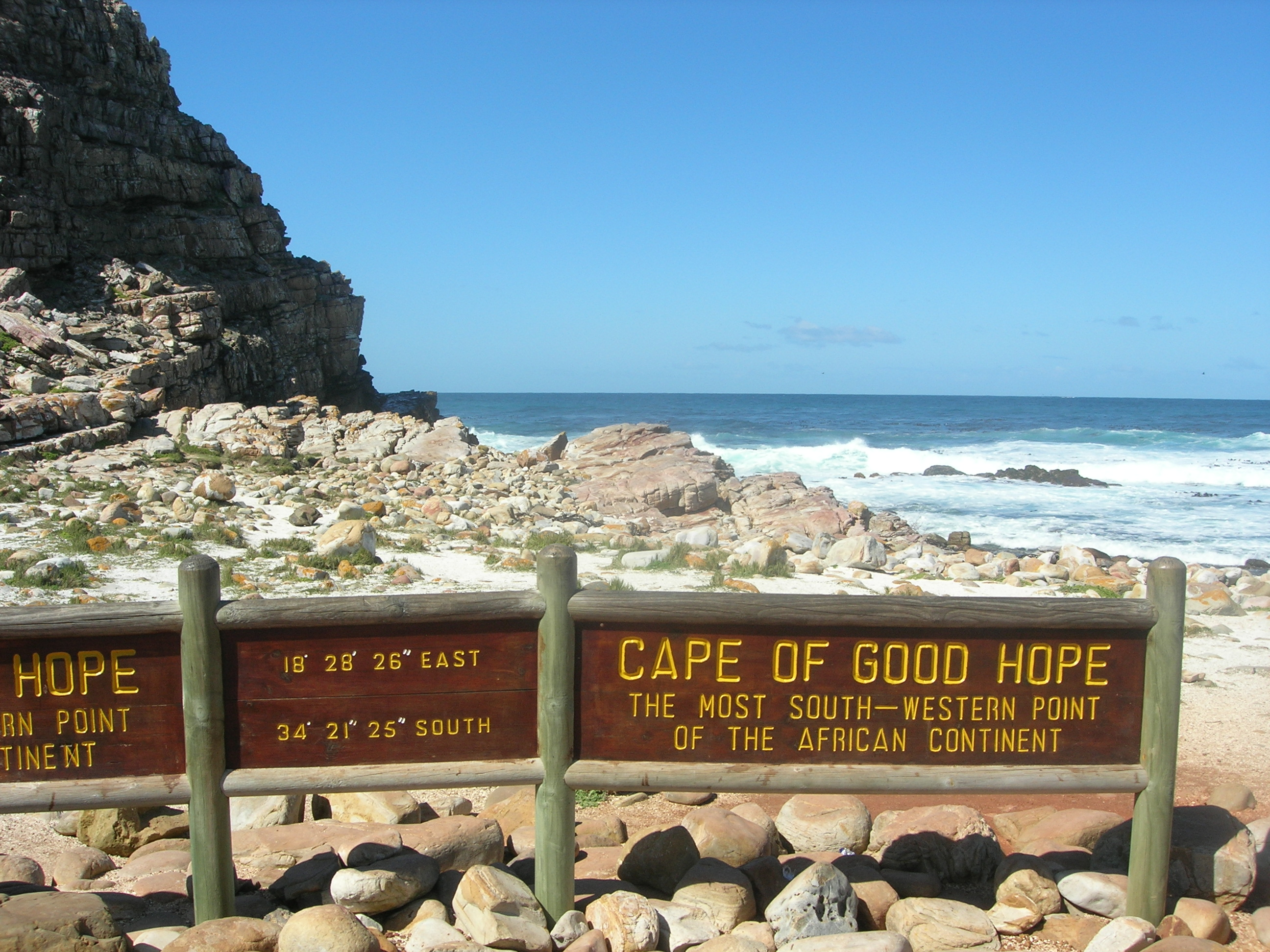
دماغه امید نیک

دماغه امید نیک (به فرانسوی: Cap de bonne espérance) شبه جزیره صخره‌ای است در جنوبی‌ترین قسمت قاره آفریقا. این دماغه واقع در ساحل جنوبی آفریقای جنوبی مشرف به اقیانوس اطلس است.
اطلاعاتی که در مورد عوض کردن نام این دماغه توسط هنری دریانورد آمده اشتباه است چرا که هنری قریب ۲۵ سال قبل از کشف دماغه طوفان‌ها مرده بود. برخلاف تصور رایج که دماغه امید نیک را جنوبی‌ترین نقطه قاره آفریقا می‌دانند، دماغه آگولاس جنوبی‌ترین نقطه است که محل تلاقی جریان بنگوئلا و جریان آگولاس نیز می‌باشد.

## پیشینه کشف و تاریخچه
در سال ۱۴۸۸ میلادی بارتولومئو دیاز پرتغالی نخستین دریانوردی بود که به جنوبی‌ترین نقطه آفریقا رسید و به علت طوفان در دریا آنچنان خاطره بدی از این منطقه پیدا کرد که آنجا را دماغه طوفان یا ناامیدی گذاشت اما پادشاه پرتغال آنچنان از این کشف به وجد آمد که برنامه یک سفر دریایی مجدد را مهیا نمود و این منطقه را دماغه امید نیک نام گذاری نمود. چند سال بعد در سال ۱۴۹۷ میلادی واسکو دوگاما یک دریانورد پرتغالی دیگر با عبور از دماغه امید نیک موفق شد قاره آفریقا را دور زده و به هندوستان برسد اما این کار با وجود کشتی‌های بادبانی آن زمان دست کم ۶ ماه طول می‌کشید و توسعه ارتباط دریایی میان اروپا و هندوستان، اروپایی‌ها را تحریک نمود که برای تأمین مواد غذایی تازه و آب یک پایگاه را در دماغه امید نیک ایجاد کند.
ناوگان تجاری هلند که در عصر طلایی به‌سر می‌برد، تصمیم گرفت در این دماغه یک پایگاه ایجاد کند و کمپانی هلندی هند شرقی یک ناوگان شامل پنج فروند کشتی به فرماندهی ناخدا یان وان ریبک - Johan van Riebeeck - را به همراه ۹۰ مهاجر به این منطقه اعزام نمود. مهاجران یک قلعه کوچک در ساحل این خلیج ساختند و به کشاورزی پرداختند. بدین ترتیب در سال ۱۶۵۲ میلادی دریانوردان هلندی یک مهاجرنشین کوچک موقت را در نزدیکی دماغه امید نیک جنوبی‌ترین بخش قاره آفریقا تأسیس کردند، که این اردوگاه کوچک منشأ پیدایش کیپ تاون و جمهوری آفریقای جنوبی شد.
برخلاف تصور عمومی، دماغه امید نیک جنوبی‌ترین بخش قاره آفریقا نیست، بلکه به عبارت بهتر، جنوب غربی‌ترین قسمت آن است. جنوبی‌ترین بخش آفریقا در واقع دماغه آگولاس در حدود ۱۵۰ کیلومتری جنوب شرقی امید نیک است. نخستین دریانورد اروپایی که موفق شد از این آبراه گذر کند، کاوشگر پرتغالی بارتولومئو دیاس در سال ۱۴۸۸ میلادی بود. او هنگام بازگشت به لیسبون مکانی را که کشف کرده بود «دماغه طوفان‌ها» نامید، اما هنری دریانورد که پشتیبان مالی دیاس بود، نام آن را به «دماغه امید نیک» که اشاره‌ای به راهی برای رسیدن به سرزمین هند بود، تغییر داد.
در سال ۱۴۸۸ میلادی به بعد تعدادی از گروه‌های ماهیگیری که شامل دریانوردان پرتغالی می‌شدند، در ساحل ساکن شدند ولی شرح کتبی از آنها باقی نمانده است. در سال ۱۶۵۳، جان ون ریسبک به نمایندگی کمپانی هند شرقی هلند محلی برای تهیه خواربار در دماغه امید نیک (آرزوی خوب) تأسیس کرد.

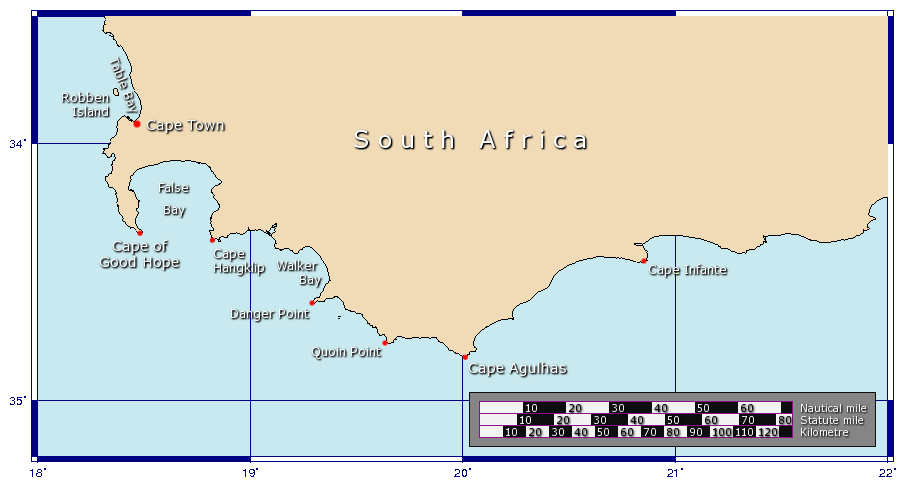
جزئیات طبیعی جنوب آفریقا